# Ulica Piekarska w Warszawie

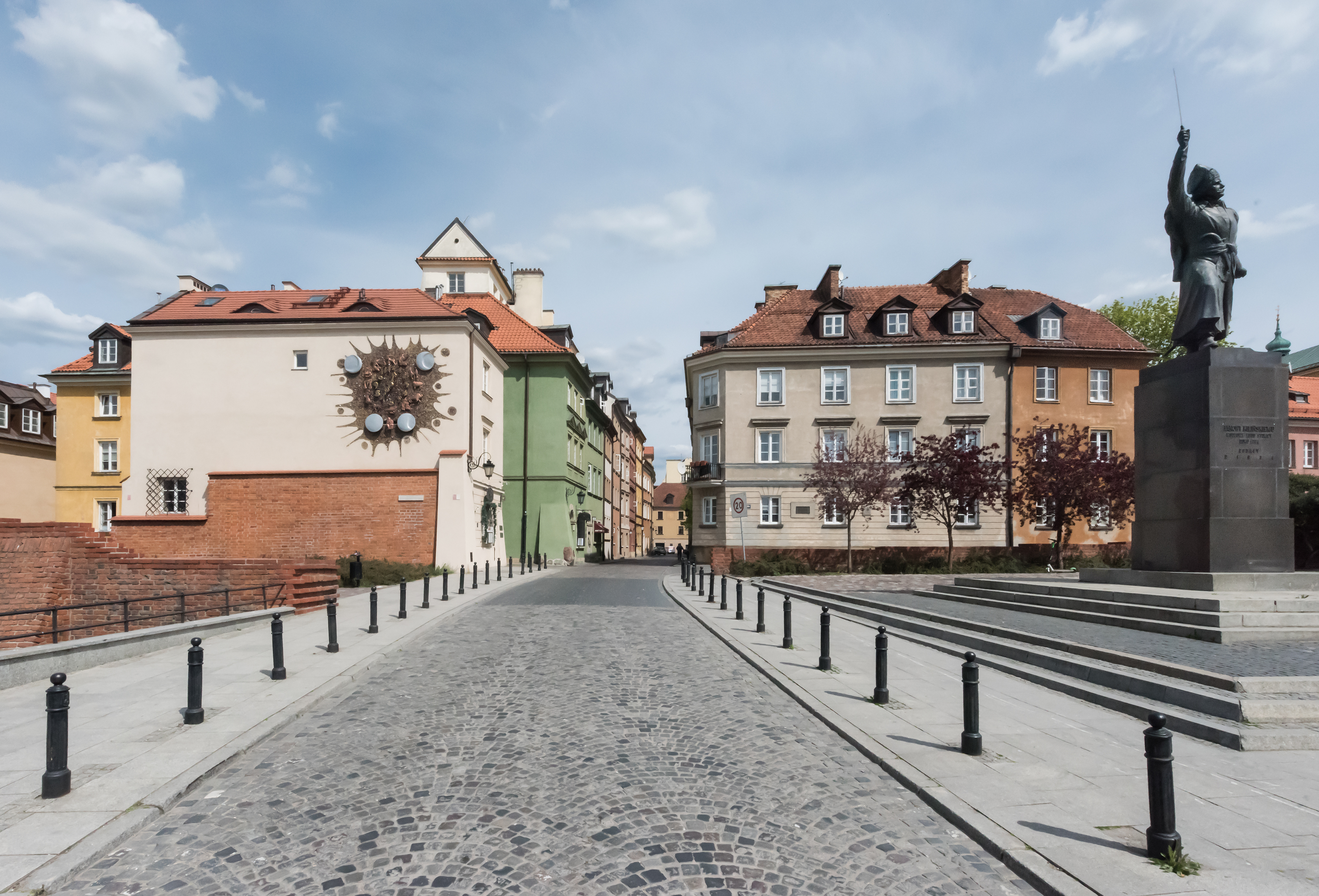
Ulica Piekarska przy ul. Podwale

Ulica Piekarska – ulica na Starym Mieście w Warszawie.

## Historia
Po raz pierwszy została wzmiankowana w 1435 jako (z łac.) Platea Pistorum – miano, jakie otrzymała z racji zamieszkiwania przy niej piekarzy, i które zachowało swoją trwałość do dzisiaj. Takie zapewne było najprawdopodobniej pochodzenie nazwy, jako że w XVI wieku stały tu młyny miejskie, znajdujące się na tyłach posesji parzystych.
Pierwotnie ulica Piekarska zaczynała swój bieg na Rynku Starego Miasta. Od roku 1770 do dziś, ten odcinek ulicy nosi nazwę Zapiecek. Niegdyś kończyła się na murach obronnych; połączenie z ulicą Podwale otrzymała dopiero po ich częściowej rozbiórce w 1772.
Pierwszą zabudową były drewniane kamieniczki wznoszone od XVI wieku, spalone w pożarze w 1669 – świadectwa przekazują, że ulica Piekarska wszystka zgorzała. Na podstawie źródeł o ich wyglądzie niczego nie można powiedzieć, poza tym, że zapewne były skromnymi domostwami.
Po owym pożarze, do połowy XVIII wieku, wznoszono jedynie zabudowania murowane.
U wylotu ulicy, w sąsiedztwie murów obronnych, znajdował się placyk Piekiełko – miejsce egzekucji skazańców.
Cała zabudowa ulicy została zniszczona w 1944. Powojenna odbudowa z lat 1959–1961 nie objęła dwóch ostatnich domów od strony ulicy Podwale (pierwotnie pod numerami 7 i 9). Dla badaczy dziejów zabudowy ulicy ważna była powojenna zmiana numeracji oraz niekonsekwencja, polegająca na wznoszeniu jednego domu w miejsce dwóch wcześniej istniejących – na przykład kamienica nr 5 zastąpiła dwie odrębne, znajdujące się pod numerami 11 i 13. Pozostałe domy odbudowano z licznymi zmianami, czasem zachowując jedynie liczbę kondygnacji i układ osiowy fasady. Uproszczono wystrój i zmieniono wykrój otworów – okien i drzwi. W okresie odbudowy w kamienicy nr 4 (dawniej nr 10) zniszczono zachowane kolebkowe sklepienia piwnic sprzed 1562.
W 1965 roku układ urbanistyczny ulicy został wpisany do rejestru zabytków.

## Ważniejsze obiekty
- Muzeum Rzemiosł Artystycznych i Precyzyjnych. Na fasadzie XVIII-wiecznej kamienicy, w którym się mieści, znajduje się zegar z kurantem wygrywający pierwsze takty melodii do wiersza Marii Konopnickiej A jak poszedł król na wojnę[2].
- Mury obronne.
- Głaz narzutowy upamiętniający stojący tu w XIX wieku dom, w którym w latach 1879–1882 mieszkała Maria Konopnicka.
- Pomnik Jana Kilińskiego.